# Monolit

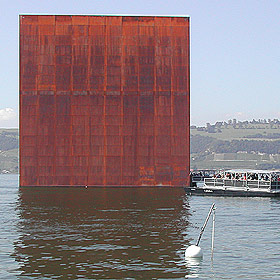
Monolit na Expo.02 ve Švýcarsku

Monolit je sloup nebo pilíř zhotovený z jednoho kusu kamene. Termín označuje i větší přírodní kameny nebo podobné objekty, které jsou složeny z jediného kusu.